# Aenictus bottegoi
Aenictus bottegoi é uma espécie de formiga do gênero Aenictus.